# جون هدسون (صحفي)
جون هدسون (بالإنجليزية: John Hudson)‏ هو صحفي نيوزلندي، ولد في 30 مايو 1956.